# موسی غنی‌نژاد
موسی غنی‌نژاد (متولد ۱۳۳۰ در اهر) اقتصاددان ایرانی و پژوهشگر حوزه فلسفه، معرفت‌شناسی علم اقتصاد و تاریخ عقاید اقتصادی است. وی عضو بازنشسته هیئت علمی دانشگاه صنعت نفت و استاد مدعو دانشگاه صنعتی شریف است. او همچنین به اینکه مشاور وزیر مسکن، راه و شهرسازی در دولت یازدهم و دوازدهم بود شناخته می‌شود (به صورت رسمی از جانب ایشان تایید نشده و رد شده است و هیچ سند رسمی دال بر این‌ موضوع وجود ندارد.)
غنی‌نژاد ریاست مرکز تحقیقات اقتصادی روزنامه‌ی دنیای اقتصاد را برعهده دارد و به عنوان پدر معنوی مجموعه دنیای اقتصاد شناخته می‌شود.
او شورش، انقلاب، براندازی و تغییرات انقلابی در جوامع و مخصوصا ایران را اقدامی در نهایت منفی که اقتدارگرایی ایجاد می‌کند دانسته و اینکار در ایران را بدترین گزینه برای آینده ایران و مردمش، مخصوصا اگر با اراده طرف‌های خارجی اجرا و پیگیری شود می‌داند. او بر گرایش‌ خود به جناح اصلاحات تاکید داشته و معمولاً در انتخابات‌ها از اصلاح طلبان (در ظاهر و ادعا) راستگرا مانند حسن روحانی حمایت کرده اما هرگز حاضر به حمایت از اصلاح طلبان چپ‌گرا مانند میرحسین موسوی نشده و با آنها مخالفت کرده است.

## تحصیلات
او کارشناسی خود را پیش از انقلاب در رشته حسابداری از دانشگاه تهران گرفت و سپس با علاقه‌ای که به اقتصاد پیدا کرد به فرانسه رفت و در این رشته ادامه تحصیل داد. غنی‌نژاد کارشناسی ارشد و دکترای خود را در رشته اقتصاد توسعه و در دانشگاه سوربن فرانسه گذراند. 
غنی‌نژاد همچنین اشاره می‌کند که دورهٔ دکترای معرفت‌شناسی اقتصادی خود را در دانشگاه پاریس ۱ آغاز کرده بود، ولی با بازگشتش به ایران، این دوره ناتمام ماند.  از این جمله، کتب تجدد طلبی و توسعه درایران، آزادی خواهی نافرجام (مشترک با سید محمد طبیبیان)، درباره هایک و جامعه مدنی، آزادی، اقتصاد و سیاست را می توان نام برد. زمینه علمی مورد علاقه او فلسفه، معرفت شناسی علم اقتصاد و تاریخ عقاید اقتصادی است.

## دیدگاه‌ها

### دلیل سقوط اقتصادی سال ۱۳۹۷
در ابتدای سال ۱۳۹۷ شوک ارزی همراه شد با خروج دولت آمریکا از برجام و یک دوره از شوک ارزی و تورمی و بحران اقتصادی از سال ۱۳۹۷ تا ۱۳۹۹ در ایران و دولتمردان وقت (که نزدیک به غنی‌نژاد نیز بودند) دلیل این جهش تورمی و ارزی را تحریم‌های آمریکا معرفی کردند که غنی‌نژاد در مصاحبه‌ای بیان کرد «دولت به مردم آدرس غلط می‌دهد و عوام‌فریبی می‌کند. تورم را خود دولت با سیاست‌های غلطش به وجود آورد» و دلیل آن را وام‌های بی ضابطه به اسم طرح خروج از رکود (در سال‌‌های ۱۳۹۳ تا ۱۳۹۶)، تحریم تورم و در ادامه پاسخ دولت با کارهای تعزیراتی معرفی می‌کند.

### نظر دربارهٔ انقلاب ۱۳۵۷ و روح‌الله خمینی
غنی‌نژاد در مناظره‌ای که در صدا و سیما با مسعود درخشان داشت، اعلام کرد که با وقوع انقلاب و غالب شدن جریان چپ، روح‌الله خمینی از تبدیل ایران به کامبوج دوم جلوگیری کرد و ایران را نجات داده است. با این حال در پاسخ به این که خمینی ایران را به سمت سرمایه‌داری برده است یا نه، می‌گوید که خمینی ایران را به سمت «هیچی» نبرد. او در بخشی از مناظره گفت:
«زمانی‌که در ایران انقلاب شد جریان غالب آن چپ‌گرایی بود و انقلابیون هم کاملاً متأثر از این تفکرات بودند. اندیشه‌های دکتر شریعتی در جای جای قانون اساسی دیده می‌شود. قانون اساسی، صورت مذاکرات آن را دیدید؟ قسمت اقتصادی را آقای بنی‌صدر عمدتاً نوشتند با همکاری جناب دکتر بهشتی. جناب دکتر بهشتی صددرصد تحت‌تأثیر اندیشه‌های چپ بودند. اگر حضرت امام نبودند، با تفکری که در آن مقطع در کشور ما حاصل شده بود توسط روشنفکران چپ مانند بنی‌صدر و طرفداران شریعتی، کشور ما به کامبوج دوم تبدیل می‌شد، امام خمینی جلوی آن را گرفتند؛ چون فقیه بودند و می‌دانستند اسلام نمی‌تواند با مالکیت خصوصی مخالف باشد.»

### مصدق و کودتای ۲۸ مرداد
غنی‌نژاد با این استدلال که در دوره‌های بعد از واقعه ملی شدن صنعت نفت ۱۳۲۹ در دوره پهلوی دوم و جمهوری اسلامی منابع نفت و گاز کشور آنطور که باید به نسبت ظرفیت‌ها مدیریت نشد، پس اقدام به ملی کردن صنعت نفت را اشتباه بوده و همان شرکت نفت ایران و انگلیس بهتر می‌توانست این منابع را مدیریت کند، از منتقدان سرسخت محمد مصدق به‌شمار می‌رود و او را یک پوپولیست می‌داند که بیش از ملی‌کردن نفت، درآمد نفت را دولتی کرده است. در این تحلیل او شرکت نفت ایران و انگلیس (بریتیش پترولیوم) را شرکت خصوصی رقابتی فرض می‌گیرد که کنار زده شد و مدیریت نفت دولتی شد. از نظر او، ملی شدن صنعت نفت ایران توسط مصدق یک اشتباه و اقدامی برخلاف منافع ملی ایران بود. غنی‌نژاد از جمله افرادی است که واقعهٔ ۲۸ مرداد سال ۳۲ را کودتا نمی‌داند.

### انتخابات‌های ریاست جمهوری

#### حسن روحانی
غنی نژاد به همراه «محمد طبیبیان»، «علی‌نقی مشایخی»، «مهدی بهکیش»، «مسعود روغنی زنجانی»، «حسین عبده تبریزی» و «سعید لیلاز» در سال ۱۳۹۶ از حسن روحانی در انتخابات ریاست جمهوری حمایت کردند.

### قیمت انرژی و پوپولیستی نامیدن هدفمندسازی یارانه‌ها
در دوره اجرای طرح هدفمند سازی یارانه‌ها که یکی از اجزای طرح تحول اقتصادی در دولت نهم و دهم بود، غنی نژاد از مخالفان شاخص این طرح در میان اقتصاددانان بود که مخالفت‌هایش رنگ و بوی گرایش جناحی داشت. به گفته وی اقتصاد دانان حامی این طرح دچار توهم شده‌اند که طرح هدفمندی یک نوع اصلاح قیمت‌های نسبی است و این طرح را از نظر اجتماعی خطرناک نامیده و آن را فقط بازتوزیع رانت انرژی به شکل دیگر با شعار رعایت عدالت در تخصیص منابع توسط دولت وقت و اقدام پوپولیستی این دولت عنوان کرد و آن را متفاوت با سیاست‌های تعدیل ساختاری دانسته و به حمایت از تعدیل اقتصادی پرداخته و آن را مطابق اصول اقتصاد آزاد (مورد نظر خود که ایدئولوژیک و جناهی است) می‌داند. در سال‌های بعد از اجرای این طرح در ایران، در بسیاری از اقتصادهای آزاد پیشرو سیستم پرداخت یارانه نقدی مورد انتقاد غنی‌نژاد همراه با اصلاح قیمت‌های نسبی مشابه طرح هدفمند سازی یارانه‌ها را برای برگرداندن بخشی از عواید ملی حاصل از منابع طبیعی زیرزمینی به مردم را بکار بردند و در سال ۲۰۲۱ کشورهای که به شکلی یارانه نقدی می‌پردازند با رشدی سریع به ۶۳ کشور رسید. در مورد مشخص عواید حاصل از نفت و گاز، در ایالت‌های آلاباما، آریزونا، مونتانا، مینه‌سوتا و تگزاس آمریکا صندوق‌های ذخیره عواید منابع طبیعی زیرزمینی ایجاد و به پرداخت بخشی از این عواید به صورت مستقیم به مردم به صورت تخفیف مالیاتی یا اعتبار مالیاتی اجرا شد که در آن‌ها به ترتیب رشد توسعه انسانی، تهییج قدرت خرید مردم، ارزان کردن زندگی در این ایالت‌ها و جذب شرکت‌ها به آن‌ها و درنتیجه رشد اقتصادی و رفاه را هدف قرار دادند یا در ایالت آلاسکا صندوق دائمی عواید نفت و گاز به‌جای معافیت مالیاتی، از دهه ۸۰ میلادی کار بازگرداندن بخش اعظم عواید این منابع طبیعی به صورت پرداخت مستقیم و نقدی به مردم را انجام می‌دهد. در ایران نظام جامع مالیاتی یا حتی سیستم مالیاتی بخشی درستی وجود نداشت که پرداخت عواید حاصل از طرح هدفمندسازی یارانه‌ها بتواند به صورت معافیت مالیاتی یا غیرهمگانی انجام شود و حتی اگر بود کسر مالیات مثل یارانه نقدی نمی‌توانست موجب رونق اقتصادی و رشد شاخص توسعه انسانی در بین بسیاری از اقشار در اقتصاد ایران بشود. غنی نژاد در سال‌های ۱۳۹۶ با اذعان بر این موضوع بیان می‌کند: «شناسایی گروه‌های هدف به کار کارشناسی نیاز داشت که البته بسیار سخت است و عملی هم نیست.»
او در سال ۱۳۸۹ درباره طرح هدفمندکردن یارانه‌ها که توسط دولت نه‌چندان نزدیک به گرایش سیاسی غنی‌نژاد اجرا می‌شد بیان می‌کند: «تئوری اقتصاددان‌ها اصلاح قیمت‌های نسبی برای علامت‌دهی درست به تصمیم گیری‌های اقتصادی است تا منابع به درستی تخصیص یابد. اما دولت می‌گوید در جهت تامین عدالت می‌بایست یارانه‌هایی که به انرژی تخصیص می‌یافت، برداشته شده و به صورت هدفمند در بین مردم باز توزیع کرد. اینجا صحبت از اصلاح قیمت‌ها یا تخصیص منابع نیست. باید نشست و دید که پس از این چه خواهد شد. بدین معنی که آیا این دو تئوری به نقطه مشترک می‌رسند یا خیر.» هیچگاه در طرح هدفمندسازی یارانه‌ها قرار نبود یارانه همواره به صورت عام پرداخت شود و اینکار در مرحله اول بخاطر نبود زیرساخت مالیاتی و سیستم مالیات بر درآمد و لزوم اجرای صریع اصلاح بازارهای مرتبط با حمایت اجتماعی انجام شد که بعدا جریان چپ در دولت یازدهم آن را پررو کردن مردم با یارانه عنوان می‌کردند.
در نهایت همکاری چپ‌های اقتصادی و سیاسی، در سال ۱۳۹۱ مجلس در قانونی تغییر قیمت کالاها برای اجرای مرحله دوم این طرح را ممنوع کرد. با روی کار آمدن دولت دوازدهم و قرارگرفتن همفکران سیاسی و اقتصادی غنی نژاد در هیئت دولت وقت در سال ۱۳۹۲ و مشاوره وی به عباس آخوندی و مسعود نیلی، آن‌ها بر این اساس که هدفمندسازی یارانه‌ها طرحی پوپولیستی است، در جهت اجرا نکردن و یا تغییر ماهیت طرح هدفمندسازی با بی ارزش کردن یارانه نقدی ۴۵ هزار تومانی و به روز نکردن قیمت آن و اجرای مراحل بعد بدون یارانه نقدی اقدام کردند.

#### حمایت از اجرای مرحله دوم هدفمندسازی در سال ۱۳۹۳
در سال ۱۳۹۳ و با روی کار آمدن هیئت دولت نزدیک به غنی‌نژاد، وی با تغییر موضع، از حامیان اجرای فاز دوم طرح هدفمند سازی یارانه‌ها می‌شود. وی با بیان اینکه تورم تولیدی از اجرای این طرح در مرحله اول طبق برآورد او ناچیز بوده، پیش بینی می‌کند در مرحله دوم نیز چنین باشد و با این استدلال خواستار اجرای این طرح می‌شود، به صورتی که بدون تعدیل قیمت یارانه نقدی با تورم در مرحله جدید و افزودن بر یارانه ریالی انجام شود، درنتیجه به تدریج یارانه نقدی این طرح با تورم بی‌ارزش گردد.
در انتهای سال ۱۳۹۷ غنی نژاد در پاسخ به نحوه مدیریت بازار سوخت می‌گوید دولت برای پیشگیری از کسری بودجه در سال ۹۸، یا باید اقدامی در جهت اصلاح قیمت سوخت (به شیوه سال ۱۳۹۳) انجام دهد و یا خود را در معرض کسری بودجه و استقراض از بانک مرکزی قرار دهد که حاصل آن افزایش تورم و فشار بر تمام اقشار جامعه است و بدین ترتیب تامین کسری بودجه را از محل بودجه خانوار به دولت وقت پیشنهاد می‌کند. دولت نیز در آبان ۱۳۹۸ بدون توجه به فشارهای اقتصادی به مردم و برای رفع کسری بودجه خود و بدون یارانه نقدی، اصلاح قیمت بنزین را انجام داد. غنی‌نژاد دلیل ناکارآمدی دولت روحانی در مدیریت بازار سوخت و حوادث آبان ۱۳۹۸ را تمایل به راضی نگه داشتن همه گروه‌های حامی خود برای مقاصد سیاسی و انتخابات می‌داند که نباید توجه می‌کردند و بدین شکل نسخه داده شده را به خوبی اجرا نکردند.

#### رونق نگرفتن تولید با طرح هدفمندسازی یارانه‌ها
از دلایل اصلی مطرح شده توسط غنی‌نژاد و همفکران برای مخالفت با طرح هدفمند سازی یارانه‌ها این بود که ادعا شد در این طرح هزینه بر تولیدکنندگان تحمیل و یارانه نقدی به مردم تخصیص می‌یابد، پس با این طرح تولید و کسب و کارها رونق نمی‌گیرد و کمکی به تولید در کشور نمی‌کند درحالی که رونق کسب و کارهای تولیدی بیشتر از همه چیز به قیمت‌های نسبی در اقتصاد و همچنین قدرت خرید و میزان تقاضا برای کالاها و خدمات در قیمت‌های نسبی تعادلی وابسته است و در طرح هدفمند سازی یارانه‌ها هم شامل اصلاح قیمت بازار و به صرفه شدن میلیون‌ها اشتغال مربوط به بهینه‌سازی مصرف انرژی و آب را به همراه داشت و هم با یارانه نقدی قدرت خرید مردم عادی را حفظ می‌کرد و مانع از بین رفتن تقاضای مؤثر در اقتصاد برای کالاها و خدمات می‌شد. غنی نژاد بعدها در سال ۱۳۹۶ نیز بیان می‌کند که به نظر وی کارشناسانی که از طرح هدفمندسازی یارانه‌ها حمایت کردند اشتباه کردند و فقط باید بخشی از منابع حاصل از این طرح به مردم تخصیص می‌یافت و بقیه این منابع و عواید توسط دولت در صنایع تولیدکننده انرژی و ترمیم هزینه‌های ثابتی که مستهلک شده بود، سرمایه‌گذاری می‌شد. اما هزینه‌های تعمیر و نگهداری صنایع نفت و عواید صندوق توسعه ملی ربطی به این طرح نداشت و کلا جدا از عواید طرح هدفمند سازی یارانه‌ها و درآمد‌های این طرح ناشی از بهینه سازی و اصلاح قیمت سوخت بود. طبق قانون هدفمندی که در سال ۱۳۹۰ اجرا شد، شرکت ملی نفت سهم ۱۴٫۵ درصدی از کل درآمدها را داشت، ۲۰٪ از درآمدها به صندوق توسعه ملی واریز شد و ۲۶٪ بقیه به عنوان یارانه نقدی در نظر گرفته شده بود و باقی آن به صورت یارانه به شکل مستقیم یا وام دولتی به تولید و عواید دولت لحاظ شده بود. میزان خرج عواید حاصل از طرح هدفمند سازی یارانه‌ها به صورت ۵۰ درصد یارانه نقدی، ۳۰ درصد کمک دولت به کسب و کارها به صورت وام و یارانه دولتی و ۲۰٪ نیز عواید دولت از این طرح بود. در این قانون ذکر شده بود دولت می‌تواند ۱۰۰ درصد عواید طرح را خرج نماید که اگر بخشی را به صورت یارانه دولتی به تولیدکنندگان یا مصارف خود دولت تخصیص نمی‌داد، می‌توانست آن‌ها را یارانه نقدی دهد و این بند فرار دولت از محدودیت‌های نمایندگان چپ مجلس بود که قصد داشتند به این طرح بزنند. در اجرای مرحله اول طرح هدفمندی یارانه‌ها نیز بیشتر از سهم ۵۰٪ به صورت یارانه نقدی پرداخت شد و کلا اجرا کنندگان و اقتصاددانان پشت این طرح (از جمله جمشید پژویان) قصد داشتند در مراحل بعدی اجرای این طرح دقیقاً خلاف نظر غنی‌نژاد سهم ۳۰ درصدی یارانه نقدی دولتی به تولیدکنندگان در طرح هدفمند سازی را به صفر برسانند و تمام کمک به تولید از طرح ایجاد تقاضای مؤثر در اقتصاد و افزایش قدرت خرید مردم با دریافت یارانه نقدی انجام شود.
بعدها شمس‌الدین حسینی که از طراحان اصلی طرح هدفمند سازی یارانه‌ها و وزیر اقتصاد زمان اجرای این طرح بود در پاسخ به ایده غنی‌نژاد در مورد اصلاح قیمت سوخت بدون یارانه نقدی می‌گوید: «نسخه لیبرالیستی طرح هدفمندسازی یارانه‌ها نسخه‌ای بود که می‌گفت یارانه‌ها را حذف کنیم و با آن (دولتی) پروژه عمرانی را اجرا کنیم.»

### دولت پوپولیستی نهم و دهم و یارانه گسترده اقتصاد به سیاست در این دوره
غنی‌نژاد در توصیف پیروزی کاندید محافظه‌کار انقلابی در انتخابات ۱۳۸۴ بر کاندیدهای جناح چپ (نزدیک به وی) و برخی کاندیدهای جناح راست سنتی و روی کار آمدن دولت احمدی‌نژاد می‌گوید که این دولت با این بهانه که تاکنون دولت‌های این دسته‌های سیاسی به معیشت و اقتصاد توده‌های مردم توجهی نداشته‌اند، شعارهای پوپولیستی مطرح کرد و توانست روی کار بیاید. وی بیان می‌کند که بررسی سیاست‌گذاری‌ها و تصمیم‌گیری‌های اقتصادی در این دوره هشت‌ساله نشان می‌دهد طرح‌هایی مثل هدفمندسازی یارانه‌ها، وام‌های زودبازده، پایین نگه داشتن نرخ بهره و قیمت ارز از مهم‌ترین خروجی‌های این دولت بود که اینها مصداق به معنای واقعی یارانه اقتصاد به سیاست و اهداف سیاسی بود.

### کرونا و واکسن رایگان
در برنامهٔ پرگار، بی‌بی‌سی فارسی، غنی نژاد استدلال پرویز صداقت را، مبنی بر این که سرمایه‌داری عامل مشکلات محیط زیستی و بیماری‌هایی مانند کرونا است، اشتباه می‌داند، و می‌گوید که اگرچه باید جلوی تخریب محیط زیست را گرفت، اما در واقعیت، کارنامهٔ کشورهای سوسیالیستی در این زمینه بسیار نامطلوب‌تر است. همچنین بر اساس نظر او، این در جوامع لیبرال دموکراسی است که گروه‌های مدافع محیط زیست توانسته‌اند تبدیل به یک نیروی مهم و تأثیرگذار شوند، در غیر این صورت، در کشورهای سوسیالیستی این‌گونه تلاش‌ها به سرعت توسط حاکمیت سرکوب و زندانی شده‌اند. غنی‌نژاد با دفاع از دولت‌هایی که واکسن کرونا را به شکل هزینه‌دار توزیع می‌کنند، گفت: «دولت‌هایی که ریسک و هزینهٔ تحقیق در واکسن را داده‌اند، صاحب واکسن‌ها هستند و می‌توانند هرگونه که علاقه‌مند هستند، به صورت رایگان یا با هزینه، واکسن را در دسترس دیگران قرار دهند؛ اما منطق بازار حکم می‌کند که بنگاهی که بر سر چیزی ریسک و سرمایه‌گذاری می‌کند، از مواهب آن برخوردار شوند، وگرنه آن سرمایه‌گذاری انجام نخواهد شد.» او در بخشی از برنامه، در پاسخ به مجری که موضوع ناتوانی کشورهای فقیر را در خریداری واکسن کرونا مطرح کرده بود، گفت: «راه حل این مشکل این است که کشورهای فقیر تلاش کنند و ثروتمند بشوند تا بتوانند هزینهٔ واکسن کرونا را بپردازند.» مجری در واکنش به این سخنان غنی‌نژاد از او پرسید: «یعنی تا موقعی که کشورهای فقیر ثروتمند نشدند، بروند بمیرند؟!». غنی‌نژاد در پاسخ به مجری گفت: «نخیر! (کشورهای ثروتمند) باید کمک بکنند. شما در جوامع دموکراسی لیبرال می‌توانید این مباحث را مطرح کنید تا افکار عمومی به دولت‌ها فشار بیاورند و سپس دولت‌ها بروند سهم کشورهای فقیر را بدهند».

### مناظره‌ها

#### مناظره با درخشان
در تاریخ ۴ اردیبهشت۱۴۰۲، مناظره ای به صورت زنده میان غنی نژاد و مسعود درخشان در برنامه جهان آرا در شبکه افق، با موضوع اقتصاد ایران، انجام شد. در این مناظره غنی‌نژاد انتقادهایی اساسی به نظام اقتصادی و سیاسی ایران وارد کرد و آن را به چالش کشید.

#### مناظره با علیزاده
در تاریخ ۳۰ اردیبهشت ۱۴۰۲، مناظره دیگری به صورت زنده میان موسی غنی نژاد و علی علیزاده در برنامه شیوه در شبکه چهار، پخش شد. غنی نژاد و علیزاده، هر دو به روش مدیریت اقتصادی دولت‌های جمهوری اسلامی انتقاد کردند. اما غنی نژاد دستوری بودن بازار و دولتی بودن اقتصاد را عامل مشکلات دانست و علیزاده نئولیبرالیسم در ایران را.

#### تقدم آزادسازی بر خصوصی‌سازی
غنی نژاد معتقد است در یک سیستم بازار آزاد، آزادسازی بر خصوصی‌سازی تقدم دارد و در گام نخست باید دولت نسبت به آزاد سازی قیمت اقدام کند.

#### قیمت‌ها دست خداست
غنی نژاد در مناظره خود با درخشان برای اثبات دلایل خود مثال از پیامبر اسلام آورده و می‌گوید:
قیمت‌گذاری دستوری یکی از خط قرمزهای پیامبر اسلام در تدبیر اقتصادی در دوران زمامداری سیاسی خود بوده است. در سیرهٔ نبوی نقل است که ایشان، برخلاف سنت رایج آن زمان، هیچ‌گاه حاضر به قیمت‌گذاری کالاها در بازار حتی در زمان قحطی و در خصوص کالاهای احتکاری نشدند و توصیه فرمودند از آنجا که «قیمت‌ها دست خداست»، چنین کالاهایی باید به هر قیمتی که در بازار معین می‌شود، عرضه شوند.

## آثار
از غنی نژاد تاکنون کتاب‌های زیر منتشر شده است.

### نگارش
- غنی‌نژاد، موسی؛ (۱۳۷۶) مقدمه‌ای بر معرفت‌شناسی علم اقتصاد، تهران، مؤسسهٔ عالی پژوهش در برنامه‌ریزی و توسعه، چاپ نخست.
- غنی‌نژاد، موسی؛ (۱۳۷۷) تجددطلبی و توسعه در ایران معاصر، تهران، مرکز، چاپ نخست.
- غنی‌نژاد، موسی؛ (۱۳۷۷) جامعهٔ مدنی: آزادی، اقتصاد و سیاست‌، تهران، طرح نو، چاپ نخست.
- غنی‌نژاد، موسی؛ (۱۳۸۱) در بارهٔ هایک، تهران، نگاه معاصر، چاپ نخست.
- غنی‌نژاد، موسی؛ (۱۳۸۴) بهره یا ربا؟ گفت‌وگو در بارهٔ مفاهیم بهره و ربا، گفت‌وگو با عباس موسویان، تهران، نگاه معاصر، چاپ نخست.
- غنی‌نژاد، موسی؛ (۱۳۸۶) اقتصاد و عدالت اجتماعی، با همکاری محمد طبیبیان، غلامعلی فرجادی و مسعود نیلی، ویراستهٔ لاله خاکپور، تهران، نشر نی، چاپ نخست.
- میرزائی، شهرداد؛ (۱۳۸۸) ایران آینده از نگاه سه اندیشمند ایران امروز: حسن عشایری، موسی غنی‌نژاد و رضا منصوری، تهران، دیبایه، چاپ نخست.
- غنی‌نژاد، موسی؛ (۱۳۹۱) اندیشهٔ آزادی: نگاهی از منظر اقتصاد سیاسی به تجربهٔ ایران معاصر، با همکاری محمد طبیبیان و حسین عباسی علی‌کمر، تهران، دنیای اقتصاد، چاپ نخست.
- غنی‌نژاد، موسی؛ (۱۳۹۱) آزادسازی و عملکرد اقتصادی، تهران، دنیای اقتصاد، چاپ نخست.
- غنی‌نژاد، موسی؛ (۱۳۹۲) اقتصاد به روایت دیگر، تهران، دنیای اقتصاد، چاپ نخست.

این کتاب، مجموعهٔ مقالات غنی‌نژاد در روزنامهٔ دنیای اقتصاد در فاصلهٔ بین سال‌های ۱۳۸۳ تا ۱۳۸۷ خورشیدی است.
- غنی‌نژاد، موسی؛ (۱۳۹۵) اقتصاد و دولت در ایران، تهران، دنیای اقتصاد، چاپ نخست.
- غنی‌نژاد، موسی؛ (۱۳۹۷) گفتارهایی در روش‌شناسی علم اقتصاد، تهران، مینوی خرد، چاپ نخست.
- غنی‌نژاد، موسی؛ (۱۳۹۹) پیکتی: مغالطه قرن بیست و یکم (بررسی انتقادی کتاب سرمایه در قرن بیست و یکم)، تهران، دنیای اقتصاد، چاپ نخست.

### ترجمه
- فون هایک، فریدریش قانون، قانون‌گذاری و آزادی: گزارش جدیدی از اصول آزادی‌خواهانۀ عدالت و اقتصاد سیاسی، ۳ جلد، جلد ۱: قواعد و نظم، جلد ۲: سراب عدالت اجتماعی، جلد ۳: نظم سیاسی مردمان آزاد، ترجمهٔ مهشید معیری و موسی غنی‌نژاد، تهران: دنیای اقتصاد، چاپ اول ج ۱ و ۲: ۱۳۹۲، ج ۳: ۱۳۹۳.